# Udvikling (Danida-udgivelse)
|  | Denne artikel omhandler tidsskriftet "Udvikling - nyt om dansk udviklingssamarbejde". Opslagsordet har også anden betydning, se Udvikling. |
Udvikling – nyt om dansk udviklingssamarbejde. er Danidas gratisavis, der bringer nyheder om dansk udviklingsbistand og om levevilkårene i verdens fattigste lande. 
Udvikling udgives af Udenrigsministeriet/ Danida 
Udvikling er udkommet siden 1974 som tidsskrift. I juni 2004 blev det slået sammen med Danidavisen og relanceret som avis i tabloidform under navnet Udvikling med aktualitet, baggrund, reportage, debat, bøger og navnestof fra bistandsverdenen. 2011 blev Udvikling relanceret som magasin.
Udvikling udkommer seks gange om året, og har et trykoplag på ca. 17.900 (2014), men kan også læses på nettet og udkommer som app.

## Redaktører på Udvikling
- Kika Mølgaard: 1974-1980

- Uffe Torm: 1980-1984

- Lis Garval: 1984-1992

- Kika Mølgaard: 1989 som gæsteredaktør

- Jesper Søe: 1992-2002

- Inge Estvad: 2002

- Stefan Katić: 2002-

## Ekstern henvisning
- Udvikling.dk Arkiveret 19. maj 2004 hos  Wayback Machine